# Deákfalu
Deákfalu (szlovákul Diaková) község Szlovákiában, a Zsolnai kerületben, a Turócszentmártoni járásban.

## Fekvése
Turócszentmártontól 6 km-re délkeletre fekszik.

## Története
Nevét Gilét fia Literatus (Deák) Pálról kapta, aki 1327-ben lett birtokosa. 1327-ben „Albertfelde” néven említik először. 1348-ban „villa Dyak”, 1375-ben „Ayakfalva”, 1403-ban „Dyakfalwa” néven említik.
A 18. század végén Vályi András így ír róla: „DEÁKFALVA. Diakova. Tót falu Túrótz Vármegyében, földes Ura Gróf Révay Uraság, lakosai katolikusok, fekszik Szent Helénának szomszédságában, Sz. Mártonhoz fél mértföldnyire; határbéli földgyének egy negyedrésze középszerű; három negyedrésze pedig tsekéllyebb, réttyei kétszer kaszáltatnak, legelője elég, fája mind a’ kétféle, némelly vagyonnyaihoz, ’s fogyatkozásaihoz képest, harmadik Osztálybéli.”
Fényes Elek 1851-ben kiadott geográfiai szótárában így ír a faluról: „Deákfalva, (Sz.-Helenával együtt), (Diskova), Thurócz m. tót falu, a Jordán patakja mellett: 15 kath., 125 evang. lak. Rétje, legelője jó; földje középszerü. F. u. a Révay fam. Ut. p. Th.-Zsámbokrét.”
A trianoni diktátumig Turóc vármegye Turócszentmártoni járásához tartozott.

## Népessége
| Év:            | 1994. | 2004.   | 2014.    | 2024.    |
| -------------- | ----- | ------- | -------- | -------- |
| Emberek száma: | 222   | 243     | 349      | 595      |
| Eltérés:       |       | +9,45 % | +43,62 % | +70,48 % |

| Év:            | 2023. | 2024.   |
| -------------- | ----- | ------- |
| Emberek száma: | 576   | 595     |
| Eltérés:       |       | +3,29 % |

1910-ben 101 szlovák lakosa volt.
2001-ben 232 lakosából 231 szlovák volt.
2011-ben 268 lakosából 266 szlovák.

## Nevezetességei

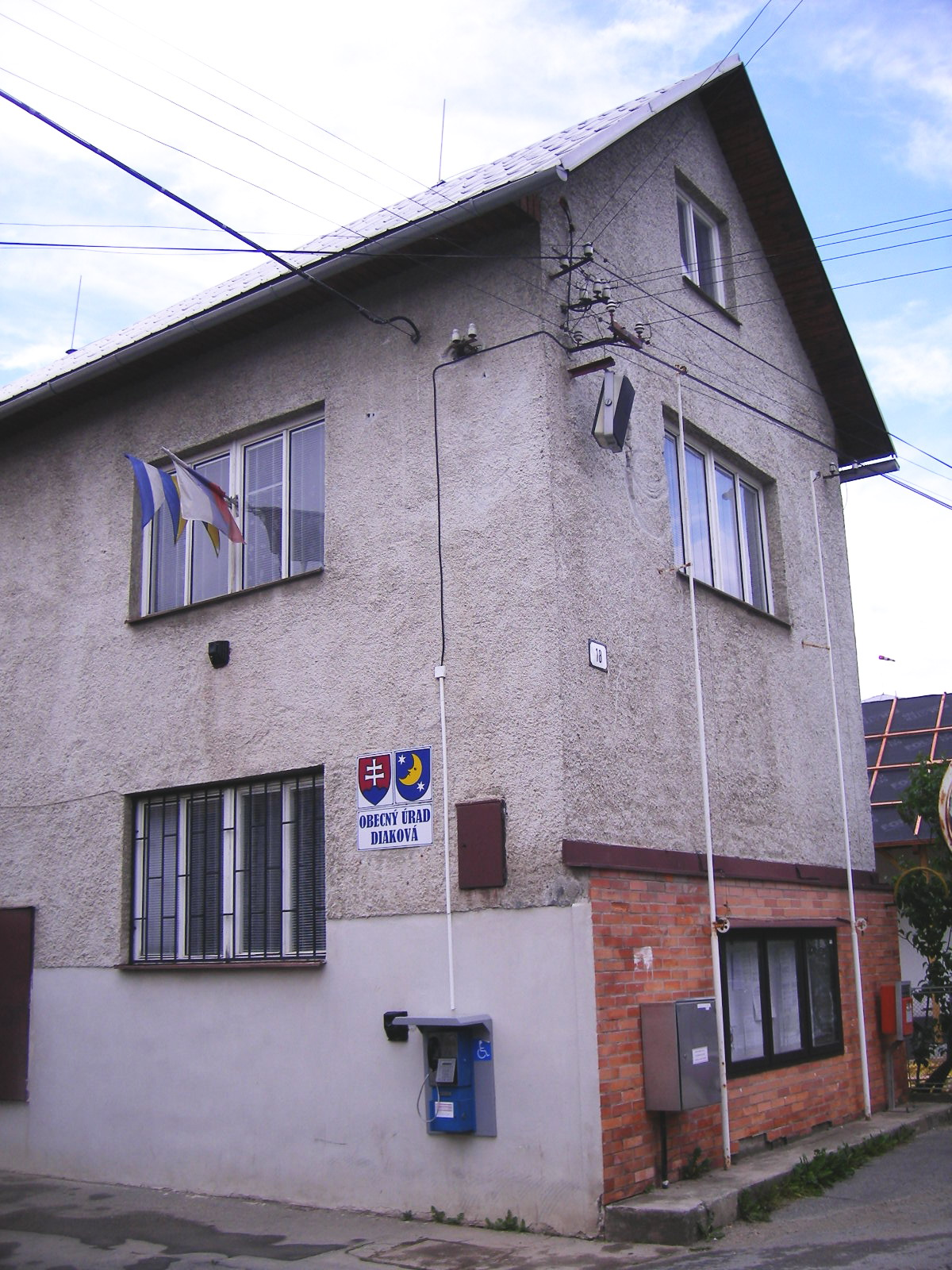